# Мануель Пінту да Фонсека
Мануель Пінту де Фонсека (порт. Manuel Pinto da Fonseca; 24 травня 1681 — 23 січня 1773) — великий магістр ордену госпітальєрів у 1741—1773 роках.

## Життєпис
Походив з португальського шляхетського роду Пінту де Фонсека. Син Мігеля Алвару Пінту да Фонсека, алькайда Ран'ядуш (провінція Бейра), та Анни Пінту Тейшейри. Народився 1681 року в Ламегу. Замолоду став братчиком ордену госпітальєрів. Втім більшість часу провів в «мові»-провінції Кастилія великого пріорату Португалія.
18 січня 1741 року обирається великим магістром. 1743 року надав поселенню Ормі статус міста, перейменувавши його на Чітта Пінту. У 1749 році за допомогою охоронця Фонсеки було викрито змову рабів-мусульман на Мальті, яку готував великий візир Мустафа-паша. Повстання рабів було придушене в самому зародку, а 29 червня з тих пір зазначалося щорічно як національне свято.
За його правління було завершено будівництво корпусу (представництва) «мови» Кастилії на Мальті — Оберж-де-Кастій, розпочате ще в 1574 році. До тепер однією з архітектурних пам'яток Валлетти.
Приділяв велике значення розвитку культури і мистецтв на Мальті. 1769 року було відкрито державний університет загальний знань. У 1756 році відкрито першу друкарню на Мальті в палаці великого магістра — la stamperia del Palazzo. Водночас великі будівельні та культурні проєкти призвели до шаленого зростанню боргів ордену.
У зовнішній політиці да Фонсека підтримував дружні стосунки з правлячими в Європі монархіями, в той же час він збільшив і модернізував орденську армію. Активно підтримував діяльність корсарів, що нападали на оманські торговельні судна а Критському і Егейському морях. Це приносило чималий дохід скарбниці.
З 1759 року зазнавав політичного тиску з боку неаполітанського короля Фердинанда IV щодо переслідування єзуїтів. У 1764 році він погодився на повторне об'єднання з байлією Бранденбург, що колись була частиною ордену госпітальєрів, втім не отримав на це схвалення папи римського Климента XIII. У 1768 року виганяє з Мальти орден єзуїтів і закриває на острові єзуїтський Мальтійський колегіум (лат. Collegium Melitense).
Помер 1773 року. Його наступником став Франсіско Хіменес де Техада.

## Родина
Коханка — Розенда Паулічі
Діти:
- Хосе Антоніо Пінту да Фонсека-і-Вільєна

## Цікавинка
Мануел Пінту да Фонсека був близьким другом відомого містифікатора, авантюриста і алхіміка Алессандро Каліостро.